# Josep Maria Martorell
Josep Maria Martorell i Codina (Barcelona, 1925-28 de noviembre de 2017) fue un arquitecto español.

## Biografía
Hijo del pedagogo Artur Martorell y Marina Codina Relats, era hermano del músico Oriol Martorell. Tuvo una formación muy influida por el ambiente familiar y por el escultismo impulsado por padre Antoni Alcalde donde posteriormente en los sesenta y setenta tiene una destacada actuación como dirigente de la Delegación Diocesana de Escultismo y en Muchachos Escuchas y Guías de Cataluña. El marzo de 1966 estuvo presente en La Capuchinada, huelga de estudiantes e intelectuales en el convento de los Capuchinos de Sarriá (constitución del Sindicato Democrático de Estudiantes de la Universitat de Barcelona (SDEUB)).

## Trayectoria

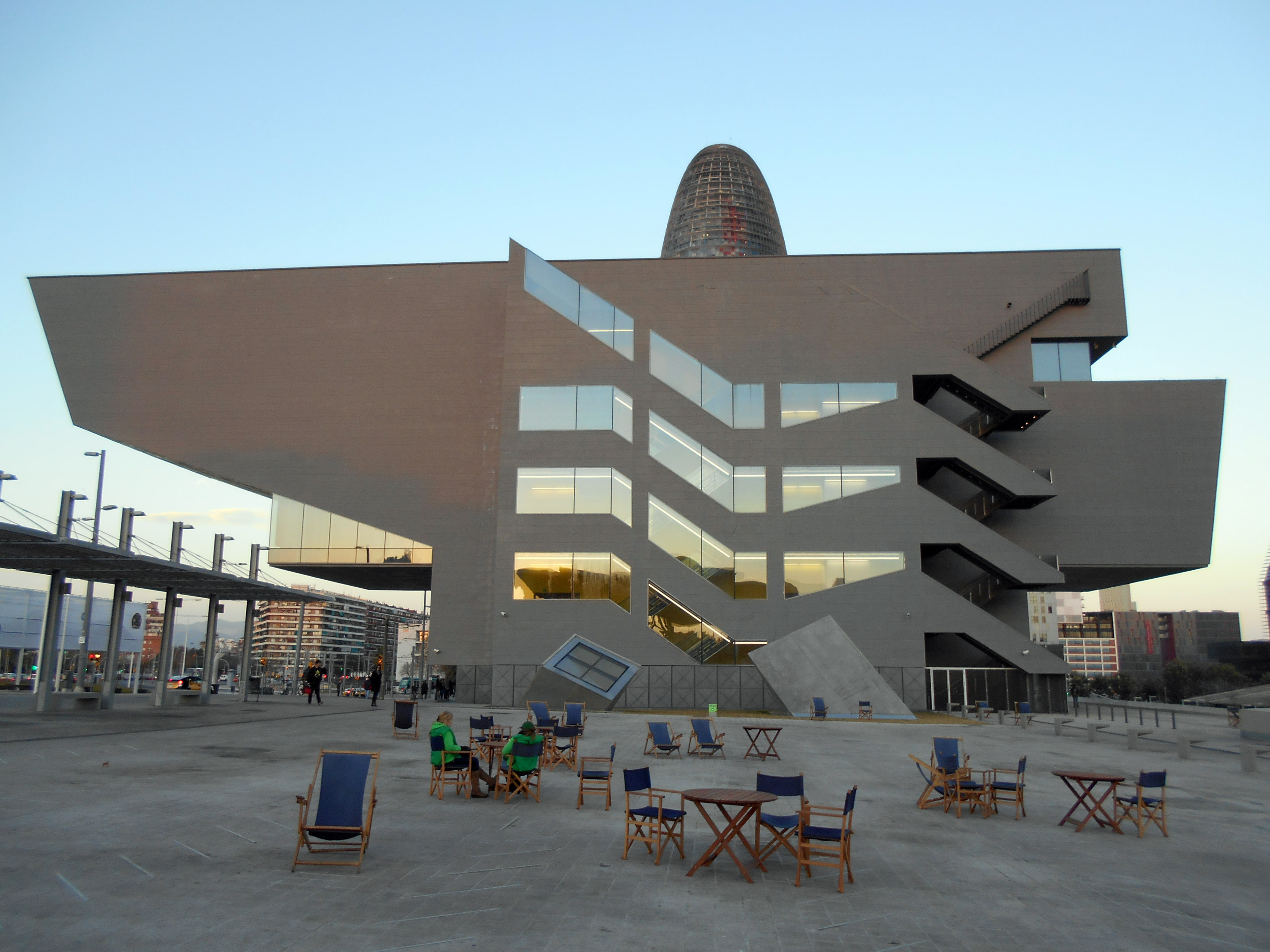
Disseny Hub BCN

En el campo profesional, en 1951 obtiene el título de arquitecto en la ETSAB y se asocia profesionalmente con Oriol Bohigas .
Posteriormente se incorporaría el también arquitecto David Mackay, creando MBM Arquitectes. Fue uno de los fundadores del Grupo R. Hasta 1956 ocupa también el cargo de adjunto a la oficina técnica de la comisión provincial de urbanismo de Barcelona. El 1963 obtiene el título de doctor arquitecto. Entre el 1968 y el 1970 es presidente delegado de la comisión de cultura del Colegio Oficial de Arquitectos de Cataluña.
Ocupó numerosos cargos y fue asesor de múltiples entidades. Como diseñador, hay que destacar el mueble bar Tredós (1969), la luz de pared M8M-2 (1966) y el tirador con identificador (1969), todos ellos creados en colaboración con Oriol Bohigas y David Mackay. El 1989 se le otorga la medalla del FAD.
Fue colaborador de Serra d'Or y Cuadernos de Arquitectura, en 1977 publicó la Guia d'arquitectura de Menorca y participó en fundación del Institut Menorquí d'Estudis.